# Rouge rubis (roman)
Cet article concerne le roman de Kerstin Gier. Pour le film, voir Rouge rubis.
Rouge rubis (titre original : Rubinrot) est un roman écrit par Kerstin Gier et paru en 2009. C'est le premier tome de la Trilogie des gemmes, suivi par Bleu saphir et Vert émeraude. Le roman a été traduit dans trente-six langues.

## Résumé
Gwendolyn Shepherd est une jeune adolescente vivant avec sa famille à Londres. Au-delà des apparences, cette famille renferme un étrange secret : certains de ses membres possèdent un gène très rare qui leur permet de voyager dans le passé. Dans la famille de Gwendolyn, c'est sa cousine Charlotte qui est censée posséder ce gène, et c'est donc elle qu'on a préparée, dès son plus jeune âge, à toutes les éventualités possibles lors d'un saut dans le temps.
Mais tout ne se passe pas comme prévu : sans comprendre vraiment ce qui lui arrive, Gwendolyn fait un saut dans le passé. Dès qu'elle en parle à sa mère, celle-ci la conduit auprès de l'organisation secrète à laquelle la famille Shepherd appartient, celle qui a préparé Charlotte : la loge du comte de Saint-Germain. De prime abord, les membres de la loge refusent de croire que Gwendolyn est le douzième porteur de gène. Mais lorsqu'elle effectue un saut devant leurs yeux, ils sont obligés de se rendre à l'évidence : Gwendolyn est bien le douzième membre du Cercle, le Rubis.

## Suites
Rouge rubis a deux suites : Bleu saphir (Saphirblau) et Vert émeraude (Smaragdgrün).

## Adaptation
Le film Rouge Rubis basé sur le livre est sorti en Allemagne le 14 mars 2013. Le scénario a été écrit par Katharina Schöde (de) et par l'auteur Kerstin Gier. Le réalisateur du film est Felix Fuchssteiner (de). Maria Ehrich joue le rôle de Gwendolyn, Jannis Niewöhner joue celui de Gideon et Laura Berlin a été choisie pour Charlotte. Le film a été principalement tourné dans plusieurs lieux situés en Allemagne mais il y a eu également quelques journées de tournage à Londres.
Le film est adapté en français par la Condor Entertainment. Le DVD, le blu-ray & la VOD sont disponibles depuis le 24 septembre 2014.
Sa suite, Bleu saphir, est sortie le 14 août 2014 dans les cinémas allemands. En France, il est disponible en DVD et blu-ray depuis le 24 avril 2015.
L'adaptation du dernier tome, Vert émeraude, est sortie le 30 juin 2016 dans les cinémas allemands. En France, il est disponible en DVD et blu-ray depuis le 21 septembre 2016.